# Teinopodagrion macropus
Teinopodagrion macropus – gatunek ważki z rodziny Megapodagrionidae. Występuje na północy Ameryki Południowej – w Kolumbii i Wenezueli.